# Hemistola loxiaria
Hemistola loxiaria là một loài bướm đêm trong họ Geometridae.